# Wiklewo
Wiklewo (deutsch Groß Winkeldorf) ist ein Dorf in der polnischen Woiwodschaft Ermland-Masuren und gehört zur Gmina Korsze (Stadt- und Landgemeinde Korschen) im Powiat Kętrzyński (Kreis Rastenburg).

## Geographische Lage
Wiklewo liegt in der nördlichen Mitte der Woiwodschaft Ermland-Masuren, 18 Kilometer nordwestlich der Kreisstadt Kętrzyn (deutsch Rastenburg).

## Geschichte
Das Jahr der Gründung des kleinen Dorfes und Vorwerks Winkeldorf ist nicht bekannt. Im Jahre 1785 wird es „ein adlig Dorf mit 19 Feuerstellen“ genannt, das zu den Gütern Glittehnen (polnisch Glitajny) und Karschau (Karszewo) gehörte.
Im Jahre 1874 wurden die beiden Gutsbezirke Winkeldorf-Glittehnen und Winkeldorf-Karschau in den neu errichteten Amtsbezirk Dönhofstädt (polnisch Drogosze) eingegliedert, der zum Kreis Rastenburg im Regierungsbezirk Königsberg in der preußischen Provinz Ostpreußen gehörte. Zwischen 1881 und 1883 schlossen sich die beiden Ortsteile Winkeldorf-Glittehnen und Winkeldorf-Karschau zur neuen Landgemeinde Groß Winkeldorf zusammen. Am 23. Mai 1929 wurde diese Landgemeinde in den Amtsbezirk Paaris (polnisch Parys) umgegliedert.
Mit dem gesamten südlichen Ostpreußen wurde Groß Winkeldorf 1945 in Kriegsfolge an Polen überstellt und erhielt die polnische Namensform „Wiklewo“. Heute ist das Dorf Sitz eines Schulzenamtes (polnisch Sołectwo) und als solches eine Ortschaft im Verbund der Stadt- und Landgemeinde Korsze (Korschen) im Powiat Kętrzyński (Kreis Rastenburg), bis 1998 der Woiwodschaft Olsztyn, seither der Woiwodschaft Ermland-Masuren zugehörig.

### Einwohnerzahlen
| Jahr | Anzahl |
| ---- | ------ |
| 1820 | 142    |
| 1885 | 196    |
| 1905 | 150    |
| 1910 | 139    |
| 1933 | 169    |
| 1939 | 153    |
| 2011 | 39     |

## Kirche
Vor 1945 war Groß Winkeldorf in die evangelische Kirche Paaris in der Kirchenprovinz Ostpreußen der Kirche der Altpreußischen Union sowie in die katholische Kirche Korschen im Bistum Ermland eingepfarrt.
Heute gehört Wiklewo katholischerseits zur Pfarrei Parys im jetzigen Erzbistum Ermland. Evangelischerseits sind die Einwohner in die Pfarrei Kętrzyn mit der Filialkirche in Barciany (Barten) eingegliedert, zugehörig zur Diözese Masuren in der Evangelisch-Augsburgischen Kirche in Polen.

## Verkehr
Wiklewo ist über eine Nebenstraße zu erreichen, die bei Parys (Paaris) von der Woiwodschaftsstraße 590 abzweigt und bis nach Karszewo (Karschau) und Giełpsz (Gelbsch) führt. Eine Bahnanbindung besteht nicht.